# OrCAD
OrCAD® este platforma software completă, destinată proiectării asistate de calculator a circuitelor electronice (schemă electrică, circuit imprimat, simulare, gestiune a bibliotecilor de componente), al cărui producător este Cadence Design Systems. Numele OrCAD este o combinație care reflectă originea companiei și destinația pachetului software (computer aided design): Oregon + CAD. OrCAD a împlinit 39 de ani de existență. Ediția OrCAD 23.1.1-2024, a introdus noi tehnologii, adaptate cerințelor complexe de proiectare actuale.
Versiunea OrCAD 23.10.005 (2024) include funcționalități noi pentru gestionarea bibliotecilor de componente, proiectarea circuitelor imprimate de tip rigid-flexibil și simularea semnalelor mixte (analog-digitale) complexe, performanță îmbunătațită, automatizări, gestionarea datelor și colaborare in cloud, indispensabile dezvoltării produselor electronice din categoriile: IoT (Internet of Things), "wearables" și "wireless mobile" dar și a sistemelor digitale complexe. OrCAD a fost proiectat cu accent pe performanță, productivitate, flexibilitate si fiabilitate.

## Componență
Cea mai nouă versiune este 24.10 (20 Sep 2024) + HF005 (16 Jun 2025) și conține (în funcție de licență) următoarele module:
- OrCAD® Capture - pentru proiectarea schemelor electrice și electronice;
- Capture CIS (Component Information System) - pentru gestionarea informațiilor despre componentele electronice;
- PSpice® A/D - pentru analiza și simularea circuitelor electronice mixte (analog-digitale);
- PSpice® Advanced Analysis - pentru analiza avansată a circuitelor electronice (optimizare, stres, cazul cel mai nefavorabil, Monte Carlo);
- PSpice® SLPS (Simulink-PSpice interface) - pentru co-simularea sistemelor electro-mecanice impreună cu MATLAB Simulink;
- OrCAD® PCB Editor - pentru proiectarea plăcilor cu circuite imprimate (PCB);
- SPECCTRA for OrCAD - pentru rutarea automată interactivă a plăcilor cu circuite imprimate;
- OrCAD® Signal Integrity - pentru analiza integrității semnalelor înainte și după rutare;
- Presto - O interfață noua (GUI) pentru un mod de lucru mai intuitiv și mai performant;
- OrCAD CIP™ (Component Information Portal) - pentru accesul la baze de date de componente;
- EDM (Engineering Data Management) - pentru managementul bibliotecilor și fișierelor;
- Vrăjitor pentru generarea footprint-urilor

Noutăți în versiunea 24.1:
- Numeroase îmbunătățiri și functionalitati pentru LiveBOM;
- Numeroase îmbunătățiri și functionalitati pentru PCB Design;
- Îmbunătățiri aduse modulelor de Analiză și Simulare;

Noutăți în versiunea 23.1:
- Interfața Presto;
- Functionalități de tip Cloud;
- Functionalități de tip Inteligență Artificială;
- Suport pentru Windows Server 2022;
- Versiune nouă (22.01) pentru serverul de licență;
- Cadence® Doc Assistant;
- Mediul de lucru pentru componente - Complete Part Authoring (POX100 & POX200);
- Șabloane de lucru pentru componente;
- Live BOM;
- Cloud CIS;
- Publish for Manufacturing;
- Support pentru "Digital Modeling Application";
- Simularea variațiilor de temperatură într-o singură iterație;
- Parametrizarea stimulilor exponențiali;
- Depanarea erorilor de convergență este mai facilă;
- Funcții noi pentru Aurora;
- Funcții noi pentru topologii;

Cadence oferă gratuit studenților licențe academice, pe o perioada de 6 luni, cu posibilitatea de reînnoire. Tot ce trebuie sa facă un student pentru a obține o astfel de licență este să se înregistreze pe pagina de web Cadence cu o adresă de email a unității de învatamant.